# Rukwa (region)
Rukwa är en av Tanzanias 30 regioner och är belägen i den västra delen av landet, med gräns i söder till Zambia och i väster (över Tanganyikasjön) Kongo-Kinshasa.
Administrativ huvudort är Sumbawanga. Den stora saltsjön Rukwasjön ligger i den östra delen, vid gränstrakten mot Mbeyaregionen. 

## Administrativ indelning
Regionen är indelad i fyra distrikt:
- Kalambo
- Nkasi
- Sumbawanga landsbygd
- Sumbawanga stad

## Urbanisering
Den största staden är Sumbawanga, med ytterligare en orter över 10 000 invånare. 
| Ort        | Distrikt        | Invånarantal 2002 |
| ---------- | --------------- | ----------------- |
| Sumbawanga | Sumbawanga stad | 74 890            |
| Namanyere  | Nkasi           | 15 638            |